# Salle Pleyel
La sala Pleyel, anomenada així en referència a la fàbrica francesa de pianos Pleyel, és una sala de concerts simfònics situada al 8è districte de París. Inaugurada l'any 1927, era l'hereva de diverses "sales Pleyel" creades durant el segle xix.
D'estil art déco, és considerada com una de les grans sales franceses del segle xx, com un "passatge obligat dels músics d'abast internacional". Ha contribuït a l'animació de la vida musical de París tot acollint, des de la seva inauguració, aproximadament vint-i-cinc milions d'espectadors repartits en vint mil concerts. Renovada en diverses ocasions, forma part del registre de monuments històrics des del 3 de setembre de 2002.
Abans l'obertura de la Philharmonie, aquesta sala era l'únic auditori de París bastit específicament per acollir sessions de música simfònica. La resta de concerts amb orquestra de l'època sobretot se celebraven a la sala Olivier Messiaen i a la seu de Ràdio França, així com a la Sala Gaveau (al número 45 de la rue la Boétie) o altres sales més petites, el teatre dels Camps Elisis, el teatre de Châtelet i sales a la italiana.
La sala es troba al núnero 252 del Faubourg Saint-Honoré, prop de l'estació de metro de Ternes.

## Història

### Les antigues sales Pleyel
La sala Pleyel original eren dues sales de concerts construïdes per Camille Pleyel, el fill d'Ignace Pleyel, compositor i fundador l'any 1807 de la cèlebre fàbrica de pianos Pleyel.
Una sala, d'aproximadament cent cinquanta places, va obrir portes l'1 de gener de 1830 al número 9 del carrer Cadet, al 9è districte. Acollí grans pianistes de l'època, entre els quals destaquen Frédéric Chopin (1832) i Franz Liszt (1833).
La primera sala Pleyel es va construir entre 1838 i 1839 al núm. 22 del carrer Rochechouart, al costat de la fàbrica de pianos, i fou inaugurada el desembre de 1839. En aquesta sala de cinc-centes cinquanta localitats s'hi celebraren els concerts de piano i de música de cambra més destacats de la vida musical parisenca del segle xix. Chopin hi dona el seu últim concert l'any 1848, i la sala és l'escenari dels primers passos, entre d'altres, de Camille Saint-Saëns (als 11 anys, el maig de 1846), César Franck, Anton Rubinstein, etc. El gener de 1897, Edouard Potjes —compositor i virtuós del piano— hi interpretà un concert molt apreciat. En aquesta sala s'hi estrenaren diverses obres, entre les quals destaquen :
- el Segon Concert per a piano de Camille Saint-Saëns, en 1868, i el seu Cinquè Concert, el 2 de juny de 1896 ;
- diverses obres de Ravel, com per exemple:
  - la Habanera, el 5 de març de 1898, per Marthe Dron i Ricardo Viñes,
  - la Pavane per una infante défunte i Jeux d'eau, el 5 d'abril de 1902, per Ricard Viñes,
  - la Sonata per a violí i violoncel, el 6 d'abril de 1922, Per Hélène Jourdan-Morhange i Maurice Maréchal.